# Графтон (Північна Дакота)
Графтон (англ. Grafton) — місто (англ. city) в США, в окрузі Волш штату Північна Дакота. Населення — 4170 осіб (2020).

## Географія
Графтон розташований за координатами 48°24′53″ пн. ш. 97°24′23″ зх. д. / 48.41472° пн. ш. 97.40639° зх. д. (48.414660, -97.406313).  За даними Бюро перепису населення США в 2010 році місто мало площу 8,80 км², уся площа — суходіл.

## Демографія
Згідно з переписом 2010 року, у місті мешкали 4284 особи в 1776 домогосподарствах у складі 1073 родин. Густота населення становила 487 осіб/км².  Було 1990 помешкань (226/км²).
Расовий склад населення:
| - 89,2 % — білих - 2,8 % — корінних американців - 0,4 % — чорних або афроамериканців - 0,4 % — азіатів - 0,1 % — вихідців з тихоокеанських островів - 5,4 % — осіб інших рас |

До двох чи більше рас належало 1,7 %. Частка іспаномовних становила 14,1 % від усіх жителів.
За віковим діапазоном населення розподілялося таким чином: 23,5 % — особи молодші 18 років, 57,3 % — особи у віці 18—64 років, 19,2 % — особи у віці 65 років та старші. Медіана віку мешканця становила 42,5 року. На 100 осіб жіночої статі у місті припадало 93,8 чоловіків;  на 100 жінок у віці від 18 років та старших — 89,1 чоловіків також старших 18 років.
Середній дохід на одне домашнє господарство  становив 56 832 долари США (медіана — 42 794), а середній дохід на одну сім'ю — 59 763 долари (медіана — 51 758). Медіана доходів становила 42 647 доларів для чоловіків та 34 390 доларів для жінок. За межею бідності перебувало 15,3 % осіб, у тому числі 16,5 % дітей у віці до 18 років та 13,3 % осіб у віці 65 років та старших.
Цивільне працевлаштоване населення становило 2017 осіб. Основні галузі зайнятості: освіта, охорона здоров'я та соціальна допомога — 24,4 %, сільське господарство, лісництво, риболовля — 15,4 %, роздрібна торгівля — 13,7 %.